# Civilområde

Länens indelning i civilområden sedan 2022.

Civilområdet (Civo) var det svenska totalförsvarets högre regionala indelning för civilförsvaret. Sedan 2022 utgör civilområdena regioner för högre regional ledning av Sveriges civila beredskap. 

## Organisation
Civilområdena tillkom 1 juli 1951 och omfattande i stort sett samma geografiska område som militärområdena. Chefen för ett civilområde benämndes civilbefälhavare och utsågs bland landshövdingarna från de ingående länen i ett civilområde. Totalförsvarets lägre regionala indelning utgjordes av länet under respektive landshövding. 1981 gjorde en områdesförändring då Gävleborgs län överfördes till Nedre Norrlands civilområde. År 1991 bildade Bergslagens- och Östra civilområdet tillsammans Mellersta civilområdet. År 1993 bildade Nedre Norrlands- och Övre Norrlands civilområde tillsammans Norra civilområdet, samtidigt överfördes Gävleborgs län till Mellersta civilområdet. Västra civilområdet uppgick samma år i Södra civilområdet. Förändringarna gjordes för att följa den militära geografiska indelningen som gjordes vid samma tidpunkt. Som en följd av försvarsbeslutet 2000 upplöstes och avvecklades samtliga civil- och militärområden, där civilområdena avvecklades den 31 december 2000.
För att stärka och kraftsamla totalförsvaret beslutade regeringen Andersson våren 2022 om att på högre regional nivå dela in landets 21 länsstyrelser i sex civilområden. Varje civilområde skulle bestå av två till sju länsstyrelser och ledas av en av regeringen utsedd länsstyrelse, där landshövdingen kom att benämnas civilområdeschef. Regeringen utsåg länsstyrelserna i Norrbotten, Skåne, Stockholm, Västra Götaland, Örebro, Östergötlands län som civilområdesansvariga för respektive civilområde. Civilområdena fick i uppgift att samordna det civila försvaret i en enhetlig inriktning. I samarbete med Försvarsmakten ska de också arbeta för att totalförsvaret inom civilområdet får en enhetlig inriktning. Den nya myndighetsstrukturen trädde i kraft den 1 oktober 2022.

### Åren 1951–1966
Alla län utom Norrbotten och Västerbottens län samt Gotlands län ingick då i ett civilområde. Civilbefälhavare ansåg inte krävas för Gotlands län eftersom länet helt sammanföll med ett militärområde. För Norrbottens och Västerbottens län ansågs behövlig samordning kunna lösas efter delvis andra linjer än beträffande landet i övrigt.
| Beteckning | Namn                | Årtal     | Ingående län                                                                     | Övrigt                                         |
| ---------- | ------------------- | --------- | -------------------------------------------------------------------------------- | ---------------------------------------------- |
| I. civo    | Första civilområdet | 1951–1966 | Jönköpings, Kronobergs, Kalmar, Blekinge, Kristianstads och Malmöhus län         | Namnbyte 1966 till Södra civilområdet          |
| II. civo   | Andra civilområdet  | 1951–1966 | (delar av Gävleborgs län), Västernorrlands och Jämtlands län                     | Namnbyte 1966 till Nedre Norrlands civilområde |
| III. civo  | Tredje civilområdet | 1951–1966 | Hallands, Göteborgs och Bohus, Älvsborgs och Skaraborgs län                      | Namnbyte 1966 till Västra civilområdet         |
| IV. civo   | Fjärde civilområdet | 1951–1966 | Stockholms, Uppsala, Södermanlands, Östergötlands, Gotlands och (Gävleborgs län) | Namnbyte 1966 till Östra civilområdet          |
| V. civo    | Femte civilområdet  | 1951–1966 | Västmanlands, Värmlands, Örebro län                                              | Namnbyte 1966 till Bergslagens civilområde.    |

### Åren 1966–2000
År 1966 inrättades Övre Norrlands civilområde, samt att Gotlands län inordnades i Östra civilområdet. Samtidigt sammanföll det civila försvarets civo med det militära försvarets milo på högre regional lednings- och samordningsnivå inom totalförsvaret. En annan stor förändring som gjordes var att militärområdena och civilområdena samordnades till sex områden med gemensamma gränser och namn, med syfte att skapa en starkare operativ ledning och underlätta samordningen inom totalförsvaret. Åren 1991–1993 minskades antalet civilområde till Norra, Mellersta och Södra civilområdet. Minskningarna gjordes för att följa indelningen militärområden. Genom 2000 års totalförsvarsbeslut upphörde både civilområdena och militärområdena.
| Beteckning | Namn                        | Årtal     | Ingående län | Övrigt                                |
| ---------- | --------------------------- | --------- | --- | ------------------------------------- |
| Civo B     | Bergslagens civilområde     | 1951–1991 | Västmanlands, Värmlands, Örebro län                                                                                          | Uppgick 1991 i Mellersta civilområdet |
| Civo M     | Mellersta civilområdet      | 1991–2000 | Stockholms, Uppsala, Södermanlands, Östergötlands, Gotlands, Västmanlands, Värmlands, Örebro, Kopparbergs och Gävleborgs län |                                       |
| Civo N     | Norra civilområdet          | 1993–2000 | Jämtlands, Norrbottens, Västerbottens och Västernorrlands län                                                                |                                       |
| Civo NN    | Nedre Norrlands civilområde | 1951–1993 | (Gävleborgs län), Västernorrlands och Jämtlands län                                                                          | Uppgick 1993 i Norra civilområdet     |
| Civo S     | Södra civilområdet          | 1951–2000 | Jönköpings, Kronobergs, Kalmar, Blekinge, Kristianstads och Malmöhus län                                                     |                                       |
| Civo V     | Västra civilområdet         | 1951–1993 | Hallands, Göteborgs och Bohus, Älvsborgs och Skaraborgs län                                                                  | Uppgick 1993 i Södra civilområdet     |
| Civo Ö     | Östra civilområdet          | 1951–1991 | Stockholms, Uppsala, Södermanlands, Östergötlands, Gotlands och (Gävleborgs län)                                             | Uppgick 1991 i Mellersta civilområdet |
| Civo ÖN    | Övre Norrlands civilområde  | 1966–1993 | Västerbottens och Norrbottens län                                                                                            | Uppgick 1993 i Norra civilområdet     |

### Åren 2022–
| Beteckning | Namn                   | Årtal | Ingående län                                                                             | Övrigt |
| ---------- | ---------------------- | ----- | ---------------------------------------------------------------------------------------- | ------ |
| Civo M     | Mellersta civilområdet | 2022– | Dalarnas län, Gävleborgs, Södermanlands, Västmanlands, Värmlands, Uppsala och Örebro län |        |
| Civo N     | Norra civilområdet     | 2022– | Jämtlands, Norrbottens, Västerbottens och Västernorrlands län                            |        |
| Civo S     | Södra civilområdet     | 2022– | Kronobergs, Blekinge och Skåne län                                                       |        |
| Civo ÖS    | Sydöstra civilområdet  | 2022– | Jönköpings, Kalmar, Östergötlands län                                                    |        |
| Civo V     | Västra civilområdet    | 2022– | Hallands och Västra Götalands län                                                        |        |
| Civo Ö     | Östra civilområdet     | 2022– | Gotlands och Stockholms län                                                              |        |